# Fédération de Sierra Leone de football

Ancien logo

La Fédération de Sierra Leone de football (Sierra Leone Football Association (en) SLFA) est une association regroupant les clubs de football de Sierra Leone et organisant les compétitions nationales et les matchs internationaux de la sélection de Sierra Leone.

## Histoire
La fédération nationale de Sierra Leone est fondée en 1967. Elle est affiliée à la FIFA depuis 1967 et est membre de la CAF.
En 2013, pour la première fois au Sierra Leone, une femme est élue à la tête de la Fédération. Il s'agit d'Isha Johansen, fondatrice et présidente d'une équipe de première division, baptisée FC Johansen. Elle  s'est retrouvée sans adversaire après la disqualification des autres candidats, dont Mohamed Kallon, ancien joueur professionnel à qui il était reproché de ne pas avoir résidé récemment en Sierra-Leone. Deux autres personnes ont été éliminées pour avoir participé à des jeux d'argent.
Le 5 juin 2021, Thomas Daddy Brima succède à Isha Johansen à la présidence de la Fédération.